# Selezioni giovanili della nazionale maschile di pallavolo di Panama
Le selezioni giovanili della nazionale maschile di pallavolo di Panama sono gestite dalla federazione pallavolistica di Panama (FPV) e partecipano ai tornei pallavolistici internazionali per squadre nazionali maschili limitatamente a specifiche classi d'età.

## Under 23
La selezione nazionale under 23 rappresenta Panama nelle competizioni internazionali dove il limite di età è di 23 anni.
| 2012 | non qualificata |
| 2014 | non qualificata |
| 2016 | non qualificata |
| 2018 | non qualificata |
| 2021 | 5º posto        |
| 2023 | non qualificata |

## Under 21
La selezione nazionale under 21 rappresenta Panama nelle competizioni internazionali dove il limite di età è di 21 anni.
| 2011 | 7º posto        |
| 2015 | non qualificata |
| 2017 | non qualificata |
| 2019 | non qualificata |
| 2022 | non qualificata |
| 2023 | non qualificata |

## Under 19
La selezione nazionale under 19 rappresenta Panama nelle competizioni internazionali dove il limite di età è di 19 anni.
Non ha ancora preso parte ad alcuna competizione ufficiale.